# Boa (prenda)

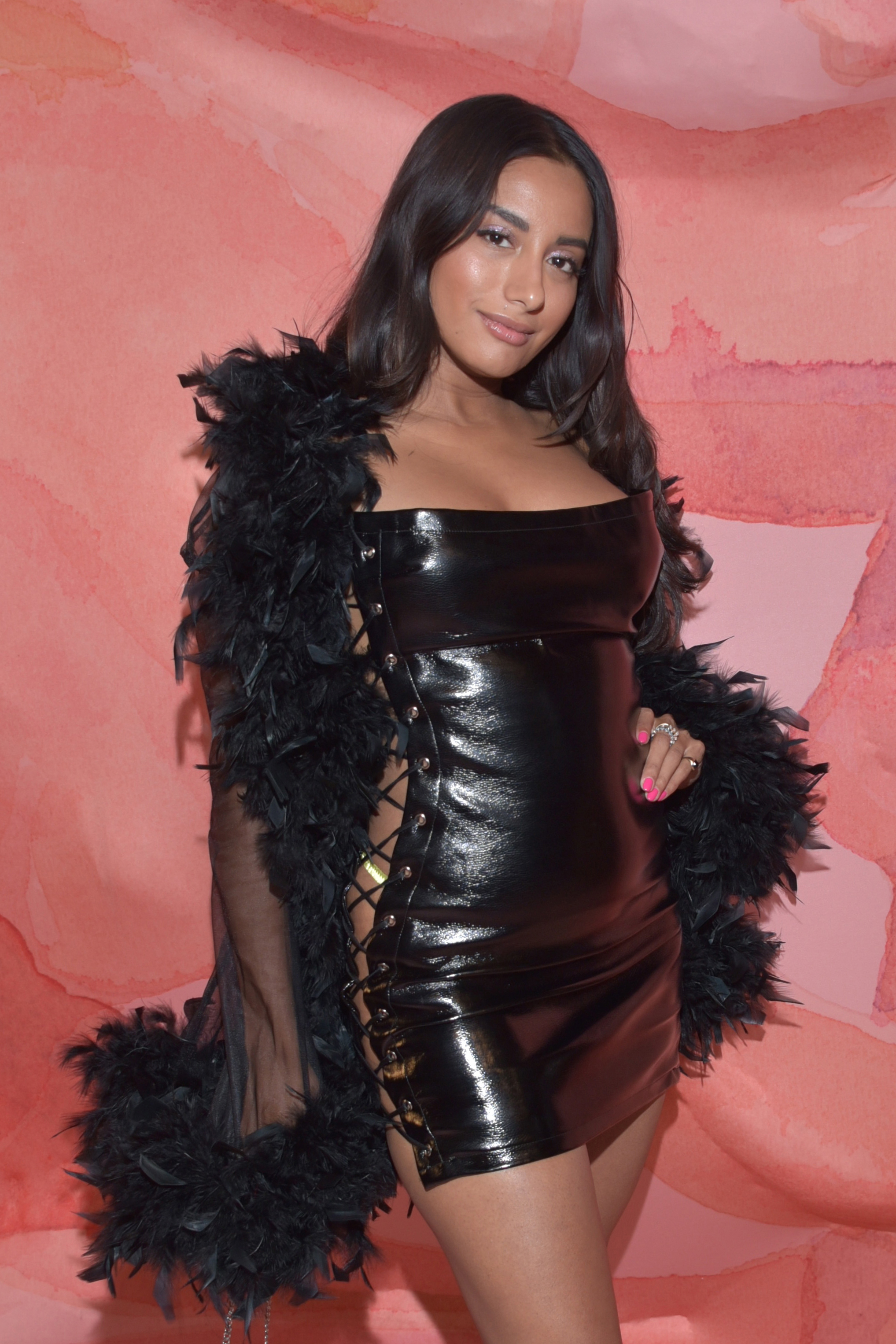
Modelo usando un minivestido de cuero y boa.

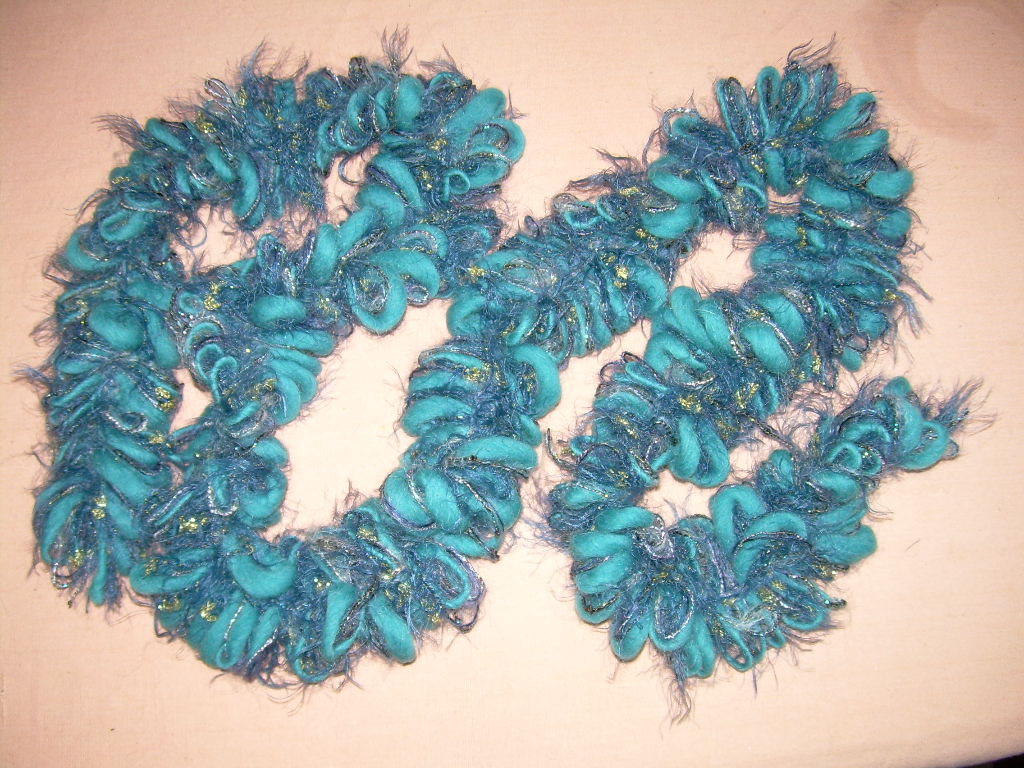
Boa azul.

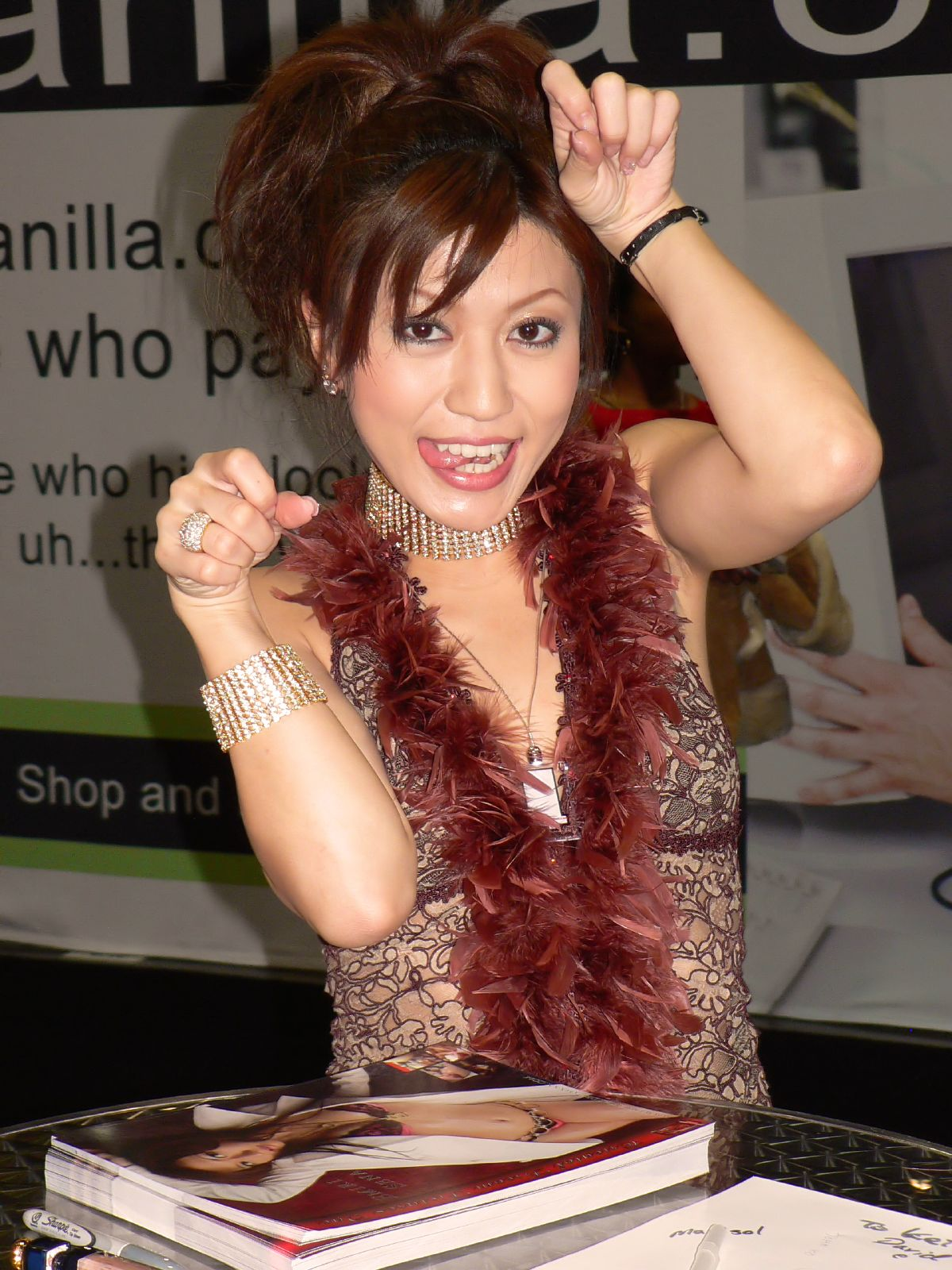
Estríper llevando una boa.

Se llama boa a una prenda de vestir femenina que consiste en una bufanda de plumas que se coloca rodeando el cuello.
La boa es una prenda de adorno o de abrigo que han utilizado las mujeres en diferentes épocas de la historia. En la época victoriana, durante la mayor parte del siglo XIX, así como en determinados años del siglo XX fue un complemento muy popular. Actualmente, lo usan las vedettes o se usa como complemento erótico en ambientes íntimos o en espectáculos de destape. También se encuentra formando parte de determinados disfraces para niños o adultos y es una prenda clásica para llevar en el Mardi Gras de Nueva Orleans en los típicos colores dorado, verde y púrpura.

## Tipos de boas
La boa consiste en una larga tira de plumas de ave cosidas alrededor de un núcleo central, dándole así una consistencia uniforme. Por la variedad de plumas empleadas para su confección, se pueden distinguir los siguientes tipos: 
- Boa de avestruz: Están fabricadas a base de las plumas largas del avestruz que se cosen a la cuerda central.
- Boa de pavo: Para su elaboración se utilizan determinadas plumas abiertas que crecen en el cuerpo de los pavos. Son más rígidas que las de avestruz y por tanto, más incómodas al roce de la piel. Existen modelos más densos y pesados y otros más ligeros y fáciles de llevar. También pueden utilizarse como objeto de decoración.
- Boa de marabú: Están construidas con las plumas del cuerpo del ave carroñera llamada marabú. Se trata de plumas muy finas y suaves que han sido también muy apreciadas en labores de decoración o formando parte de abanicos, trajes, abrigos o sombreros.[3]

Habitualmente, las plumas que forman la boa son teñidas en variados y vibrantes colores para ser combinadas con todo tipo de conjuntos. Tampoco es extraño que se presenten en dos colores diferentes.